# تپه داراخان ۲
تپه داراخان ۲ مربوط به دوره نوسنگی است و در شهرستان سرپل ذهاب، بخش مرکزی، دهستان دشت ذهاب، ۴۵۰ متری جنوب شرق روستای تپه داراخان واقع شده و این اثر در تاریخ ۲۶ اسفند ۱۳۸۷ با شمارهٔ ثبت ۲۵۴۵۵ به‌عنوان یکی از آثار ملی ایران به ثبت رسیده است.